# Fabienne Meyer
Fabienne Meyer (Langenthal, 28 de noviembre de 1981) es una deportista suiza que compitió en bobsleigh en la modalidad doble.
Ganó dos medallas en el Campeonato Europeo de Bobsleigh, oro en 2014 y bronce en 2012. Participó en dos Juegos Olímpicos de Invierno, en los años 2010 y 2014, ocupando el octavo lugar en Sochi 2014, en la prueba doble.

## Palmarés internacional
| Campeonato Europeo | Campeonato Europeo   | Campeonato Europeo | Campeonato Europeo |
| Año                | Lugar                | Medalla            | Prueba             |
| ------------------ | -------------------- | ------------------ | ------------------ |
| 2012               | Altenberg (Alemania) | Medalla de bronce  | Doble              |
| 2014               | Königssee (Alemania) | Medalla de oro     | Doble              |